# 든든
든든(본명: 박근우, 2003년 5월 18일 ~ )은 대한민국의 리그 오브 레전드 프로게이머이다. 아이디는 DnDn이고, 포지션은 탑 라이너이다.

## 선수 생활
2020년 7월, 농심 레드포스 아카데미에 입단하면서 커리어를 시작했다. LCK 아카데미 리그 시리즈 2020 챔피언십에 참가하여 팀에 준우승에 기여했다.
2021시즌을 앞두고 농심 레드포스의 2군팀으로 콜업되면서 프로 커리어를 시작했다.
2022시즌은 농심 레드포스 2군팀에서 주전으로 활동하게 되었다. 2022 LCK 챌린저스 리그 스프링에 참가하여 팀의 준우승에 기여했다. 2022 LCK 챌린저스 리그 서머에 참가하여 팀의 우승에 기여, 파이널 최우수 선수로 선정되었다.
2023시즌을 앞두고 농심 레드포스 1군팀으로 콜업되면서 주전으로 활동하게 되었다.
2024시즌을 앞두고 농심 레드포스와 재계약을 체결했다. 이후 팀에서 퇴단했다.

## 소속팀
| # | 팀명          | 소속 기간               | 소속 리그 | 비고 |
| - | ------------- | ----------------------- | --------- | ---- |
| 1 | 농심 레드포스 | 2021.01.11 ~ 2024.11.01 | LCK       |      |

## 수상 내역
- LCK 아카데미 시리즈 2020 챔피언십 준우승
- 2022 LCK 챌린저스 리그 스프링 준우승
- 2022 LCK 챌린저스 리그 서머 우승
- 2022 LCK 챌린저스 리그 서머 파이널 최우수 선수